# La Cassanha (Aude)
La Cassanha (en francès La Cassaigne) és un municipi francès situat al departament de l'Aude i a la regió d'Occitània.